# Homoniem
Twee woorden zijn elkaars homoniemen als ze op dezelfde manier worden uitgesproken en geschreven, maar verschillende betekenissen hebben.
Voorbeelden van dergelijke woordparen in het Nederlands zijn 'bank', dat zowel zitmeubel als geldinstelling kan betekenen, en 'schop', dat zowel schep als trap met de voet kan betekenen. De beide betekenissen van bank zijn overigens van dezelfde oorsprong, maar schop als schep komt van scheppen, en als trap met de voet van schuiven.
Er bestaat ook een specialistisch gebruik van de term homoniem binnen de biologie, specifiek de taxonomie. Daar wordt de term homoniem gebruikt voor één naam die verwijst naar twee verschillende taxa. Om deze situatie op te lossen wordt er normaliter een besluit genomen om een van de twee taxa de naam toe te kennen en het andere taxon een nieuwe naam te geven. Het taxon waarvan de naamgeving als "senior homoniem" geldt, dat wil zeggen het taxon waarnaar als eerst werd verwezen met de naam in kwestie, mag doorgaans zijn naam behouden; voor het taxon waarvan de naamgeving als "junior homoniem" geldt moet dan echter een nieuwe naam worden gevonden.

## Toeval
Homonymie kan in de eerste plaats ontstaan doordat twee woorden in een taal dezelfde vorm hebben of krijgen. Ondanks die vormovereenkomst zijn het echter twee geheel verschillende woorden.
- Het woord vorst ("heerser") is verwant met voorste.
 Het homonieme woord vorst ("temperatuur lager dan 0 °C") is daarentegen verwant met vriezen.
Nog een ander homoniem, (dak)vorst ("nok"), is verwant met verste — "het verste gedeelte".

Homoniemen zijn daarmee het tegenovergestelde van cognaten of leden van een doublet.

## Homonymie en divergentie
Een woord kan meerdere betekenisschakeringen hebben, waarbij het toch om een en hetzelfde woord gaat (polysemie). Als echter de betekenissen van dit woord zover uiteen gaan lopen ("divergeren") dat de taalgebruiker ze niet meer als betekenissen van hetzelfde woord ervaart, spreken we toch van homonymie. Er is dan voor het gevoel sprake van twee wezenlijk verschillende woorden.
- Het woord bank (als in Doggersbank, zandbank) betekent "aarden wal".
Het homoniem bank, "zitmeubel", is daarmee verwant ("aarden wal waarop men kon zitten, eventueel door er een plank op te leggen").
Het homoniem bank als financiële instelling is daar weer van afgeleid ("toonbank, houten plank waarop financiële transacties worden verricht"). De drie begrippen worden thans echter door iedereen als een ander woord beschouwd.

Het omgekeerde komt echter ook voor: homoniemen kunnen worden opgevat als betekenisvarianten van een en hetzelfde woord. De vele uitdrukkingen met oortje (bijvoorbeeld Hij heeft zijn laatste oortje versnoept) gaan terug op een oud muntstuk met de naam oord, dat in vier parten, "oorden", werd verdeeld. Aangezien "oord" in deze betekenis niet meer gangbaar is, zal de huidige Nederlandse taalgebruiker bij deze uitdrukking in de eerste plaats de associatie met het lichaamsdeel maken. Op grond hiervan gaat hij de uitdrukking als geheel mogelijk anders interpreteren. In soortgelijke verbanden worden ook veel woordspelingen gemaakt.

## Homoniemezinsdelenenzinnen
Ook zinsdelen en zinnen kunnen soms homonymie vertonen. Dan is er slechts één gelijkluidende zin, die op verschillende manieren (meestal twee) kan worden geïnterpreteerd. Vooral bij samengestelde zinnen komt dit geregeld voor. Zie verder zinssemantiek.

### Zelfdezinsbouw
De zin
De verouderde pantservoertuigen werden aan de kant gezet.
kan op twee manieren worden geïnterpreteerd ("werden afgedankt" of "werden naast de weg geparkeerd"). Hij heeft dus twee betekenissen; preciezer: het gaat om twee verschillende zinnen. Maar die twee zinnen hebben exact dezelfde vorm; beide bevatten dezelfde opeenvolging van klanken. Ook vertonen ze allebei dezelfde zinsbouw: beide bevatten dezelfde opeenvolging van zinsdelen, in dit geval
onderwerp — gesplitst gezegde — bijwoordelijke bepaling.
De homonymie is hier gelegen in het polysemische karakter van de collocatie "aan de kant zetten". Deze woordgroep kan immers zowel letterlijk als figuurlijk worden opgevat. Op grond hiervan kan de zin op twee totaal verschillende manieren worden geïnterpreteerd; de zin als geheel is homoniem. Van homonymie op woordniveau is hier echter geen sprake; elk van de woorden afzonderlijk heeft één specifieke, afgebakende betekenis.

### Andere zinsbouw

#### Onderwerp tegenover lijdend voorwerp
Twee zinnen die exact dezelfde geschreven vorm hebben, kunnen van elkaar afwijken in zinsbouw.
Intimiderende jongeren vinden mensen heel eng
kan door de vooropstelling van intimiderende jongeren tot dubbelzinnigheid leiden. De zinsbouw kan gelezen worden als:
onderwerp — gezegde - lijdend voorwerp — bepaling van gesteldheid
maar de bedoeling is anders: het zijn de mensen die iets eng vinden, en de intimiderende jongeren die eng gevonden wórden. De zinsbouw is dan:
lijdend voorwerp — gezegde — onderwerp — bepaling van gesteldheid.
De homonymie (gelijke vorm) biedt ruimte aan twee geheel verschillende betekenissen.
In gesproken taalgebruik zullen dergelijke zinsparen soms een iets verschillende klemtoon en zinsmelodie hebben. Dan worden ze weliswaar identiek geschreven, maar lichtelijk verschillend uitgesproken. Ze zijn dan eerder homograaf dan homoniem.

#### Andere structuurvariatie
In 1994 verscheen er een boek met de onbedoeld verwarrende titel:
Leer uw hond gehoorzamen.
Hierin is "uw hond" uiteraard als meewerkend voorwerp bedoeld; hem of haar moest iets worden geleerd. Maar de gehele woordgroep "uw hond gehoorzamen" kan ook als lijdend voorwerp worden opgevat van "leer": "U moet leren uw hond te gehoorzamen." Hier berust de homonymie overigens niet alleen op alternatieve zinsbouw, maar tegelijkertijd op woordbetekenis: met "leer" wordt bedoeld: "instrueer", maar in de onbedoelde betekenis kan het worden opgevat als "train uzelf erin".
Letterlijk vertaald in het Engels zou deze verwarring niet kunnen plaatsvinden, omdat daar verschillende woorden voor de beide betekenissen van 'leren' gebruikt worden (met een andere woordvolgorde daar nog aan toegevoegd). Men zou dus verwachten dat de oorspronkelijke titel van het boek (dat vertaald was uit het Engels) een van de twee volgende had kunnen zijn:
- "Teach your dog to obey."
- "Learn to obey your dog."

Maar de echte titel was: The Complete Dog Training Handbook, wat laat zien dat zinshomonymie niet tot het Nederlands beperkt is.

#### Functie van één zinsdeel
Ook andere zinsdelen dan onderwerp en lijdend voorwerp kunnen zinshomonymie veroorzaken.
Ik stel het mij tot taak systematisch falen op te sporen
biedt opnieuw ruimte voor twee interpretaties. Spoor ik het falen systematisch op? Dan is systematisch een bijwoordelijke bepaling bij op te sporen. Of ben ik niet op zoek naar ieder falen, maar alleen naar systematisch weerkerende vormen van dat euvel? Dan is systematisch een bijvoeglijke bepaling bij falen.

#### Lonken naar twee kanten
In beide vorige voorbeelden werd de homonymie veroorzaakt doordat bepaalde woordgroepen verschillende zinsdelen konden zijn. Onderwerp of lijdend voorwerp? bijwoordelijke bepaling of bijvoeglijke bepaling? Maar in:
Ik verzocht hem dinsdag thuis te blijven
is dinsdag altijd een bijwoordelijke bepaling, en toch is er homonymie in de zinsbouw. In termen van de betekenis: heb ik het hem dinsdag gevraagd, of wilde ik dat hij dinsdag thuisbleef? In termen van de zinsbouw: hoort dinsdag bij verzocht of bij thuis te blijven? Verwijst dinsdag dus terug of juist naar voren?

### door
Een bijzonder geval van homonymie vinden we in sommige lijdende zinnen. Die bevatten immers vaak een bepaling met door.
Er zijn door die vrouw heel wat reputaties beschadigd.
Maar soms is niet duidelijk of die bepaling een handelend voorwerp is; dan zou er bedoeld worden: "Die vrouw heeft heel wat reputaties beschadigd." Het kan echter ook gaan om een bepaling van causaliteit: "Er zijn omwille van die vrouw heel wat reputaties beschadigd."

### Nieuwskoppen
Krantenkoppen en andere opschriften van nieuwsberichten vormen vaak verkorte zinnen. Ook bij telegramstijl worden onder andere structuurwoorden als overbodig weggelaten, maar soms blijken die woorden toch niet geheel overtollig te zijn geweest, al dragen ze geen zelfstandige betekenis:
Anderhalve ton cocaïne op jacht
Werd de cocaïne op een schip aangetroffen (dat zal wel) of is zij dieren gaan vangen (een onbedoeld grappig effect)? Daarnaast is het nog de vraag hoeveel cocaïne er was: 1500 kilogram, 1,5 long ton of anderhalf vat? Er zijn nog ettelijke betekenissen mogelijk, die historisch gezien polyseem zijn, al kunnen de betekenissen vat en duizend kilo ervaren worden als homoniem. Op de grappige effecten valt gemakkelijk te variëren, juist doordat nieuwskoppen zo beknopt zijn en dus van de lezer vereisen dat hij de weggelaten woorden erbij denkt:
Anderhalve ton cocaïne op slot
Politie beboet 84 snelheidsduivels in actie

### Vermijden van homonymie
Verwarrende, of onbedoeld grappige, zinshomonymie kan op verschillende manieren worden vermeden.
- Een uitdrukking met twee betekenissen wordt door een andere vervangen:

De verouderde pantservoertuigen werden aan de kant gezet.
"De verouderde pantservoertuigen werden afgedankt."
"De verouderde pantservoertuigen werden terzijde van de weg geparkeerd."
- Verwisselbaarheid van onderwerp en lijdend voorwerp wordt door een aangepaste zinsstructuur opgelost; met name een lijdende zin haalt de dubbelzinnigheid weg:

De politieagent ontzag de dronkenman aanvankelijk.
"De dronkenman werd aanvankelijk door de politieagent ontzien."
"De politieagent werd aanvankelijk door de dronkenman ontzien."
- Onduidelijkheid omtrent de functie van één zinsdeel vergt een ingreep in dat zinsdeel:

Ik stel het mij tot taak systematisch falen op te sporen.
"Ik stel het mij tot taak falen systematisch op te sporen."
"Ik stel het mij tot taak systematische gevallen van falen op te sporen."
- Als onduidelijk is of een zinsdeel terug- of vooruitwijst, biedt een komma soms uitkomst (maar het gebruik van 'om' in plaats van de komma levert in dit geval een vloeiendere zin op):

Ik verzocht hem dinsdag thuis te blijven.
"Ik verzocht hem [, dat was op] dinsdag, thuis te blijven."
"Ik verzocht hem, [om op die bewuste] dinsdag thuis te blijven."
- In een lijdende zin kan door worden vervangen, of de zin wordt bedrijvend gemaakt:

Er zijn door die vrouw heel wat reputaties beschadigd.
"Er zijn omwille van die vrouw heel wat reputaties beschadigd."
"Die vrouw heeft heel wat reputaties beschadigd (bedrijvend)."
- Krantenkoppen en andere nieuwsopschriften zijn een geheel eigensoortig probleem. Het formuleren van een pakkende kop is het vakwerk van de journalist, en homonymie is slechts een van de gevaren waarmee hij rekening heeft te houden. Soms echter, heeft het de schijn dat de journalist het er om doet: bewust een kop te maken die verkeerd geïnterpreteerd kan worden en dan een betekenis krijgt die tot nieuwsgierig lezen aanzet.

## Uitbreiding van het begrip homonymie

### Woordsoort
Sommige taalkundigen vatten het begrip "homoniem" ruimer op, en rekenen hiertoe ook de woorden en woordgroepen die dezelfde uitspraak en dezelfde spelling hebben, maar tot verschillende woordsoorten behoren, ofwel de homofonen. Volgens deze definitie zijn de volgende woordparen ook homoniemen:
- blijde: verouderd voor "blij", bijvoeglijk naamwoord
blijde: "middeleeuws werpgeschut", zelfstandig naamwoord
- sla: een bladgroente, zelfstandig naamwoord
sla: "geef een klap", werkwoord
- zijn: "van hem", bezittelijk voornaamwoord
zijn: "wezen", werkwoord
- naar: "onaangenaam", bijvoeglijk naamwoord
naar: "in de richting van", voorzetsel

### Verbuiging
Ook wordt wel de opvatting gehuldigd dat de verbuiging van woorden in bepaalde talen homoniemen oplevert. Dit is wel een zeer ruime opvatting; alle leden van hetzelfde paradigma (taalkunde) (verbuigingsrijtje) die qua vorm hetzelfde zijn behoren volgens deze definitie tot de homoniemen. In het Latijn bijvoorbeeld kan het zelfstandig naamwoord piscis een nominatief zijn: de vis. Maar piscis kan ook een genitief zijn: "van de vis". In deze opvatting is de genitief dus een homoniem van de nominatief.
Het bestempelen van dergelijke woordparen als homoniem strookt uiteraard niet met de traditionele definitie van het begrip homonymie, en kan daarom beter worden vermeden.

## Verwante begrippen
- Wanneer twee woorden dezelfde uitspraak hebben, maar geheel verschillende betekenissen en niet noodzakelijk dezelfde schrijfwijze, worden ze "homofoon" genoemd: leiden — lijden; koud — kauwt.
- Wanneer twee woorden dezelfde schrijfwijze hebben, maar geheel verschillende betekenissen en niet noodzakelijk dezelfde uitspraak, worden ze "homograaf" of "homogram" genoemd: vóórkomen — voorkómen.
- Wanneer een woord meerdere betekenisschakeringen heeft, maar toch een en hetzelfde woord is, spreken we van polysemie: huis betekent "woning" — "dynastie" ("het huis van Oranje") — "vergadering" ("dit huis is van mening dat..."), en heeft nog vele andere betekenissen. Toch herkent de taalgebruiker in al die betekenisvarianten hetzelfde grondwoord.

|           | zelfde uitspraak | zelfde spelling | zelfde betekenis |
| homoniem  | +(?)             | +               | -                |
| homofoon  | +                | - (?)           | -                |
| homograaf | ?                | +               | -                |
| polyseem  | +                | +               | ±                |

## Andere talen
Ook in andere talen dan het Nederlands komen homonieme woorden voor. Ook dan speelt het toeval een rol, óf de twee woorden zijn al zo lang geleden "uit elkaar gegroeid" dat ze onmogelijk nog als één woord te beschouwen zijn. Hier doen zich echter ook verschillen tussen de talen voor, doordat een woordpaar pas als homoniem wordt beschouwd, als er tussen die woorden geen betekenissamenhang is (anders zijn ze immers polyseem). Daarover kunnen de opvattingen verschillen. Bij de volgende voorbeelden is gepoogd paren te selecteren waarvan de homonymie onomstreden is.

### Frans
- pompe "pomp" is een Germaans woord
pompe "praal, opschik" is van Griekse oorsprong.
- aire "horst, adelaarsnest" gaat terug op het Latijnse agrum
aire "plaats, ruimte" gaat terug op het Latijnse area.

### Duits
- Kiefer "kaak(been)" is een mannelijk woord
Kiefer "den, grenenhout" heeft vrouwelijk woordgeslacht.

### Engels
- deal in de betekenis "deel, hoeveelheid" (a great deal) is verwant met het Nederlandse deel, zoals in "aandeel", "part noch deel"
deal in de betekenis "vurenhout" is verwant met een heel ander Nederlands woord deel, "plank, vloer".
- box "klap, slag" is een woord van onbekende oorsprong
box "doos" heeft uiteindelijk dezelfde voorgeschiedenis als box "buxus" (en deze laatste twee zijn dus louter "uiteengegroeide" homoniemen).